# Шопски залив
Шопски залив је залив који се налази на Антарктику, на југозападу острва Гринич. Широк је 2,6 километара и дубок 1,9 km. Први пут је посећен почетком 19. века када су га посетили ловци на фоке.
Залив је добио назив по Шоплуку, регији у југоисточној Србији, западној Бугарској и источној Македонији.